# ESCOM United FC
El ESCOM United (Electricity Supply Corporation of Malawi United) es un equipo de fútbol de Malaui que juega en la Primera División de Malaui, la segunda liga de fútbol más importante del país.

## Historia
El equipo es de la localidad de Blantyre y su nombre se debe a que es el equipo de la Compañía de Luz de Malaui. Han ganado el torneo de liga en 2 ocasiones, clasificando a competiciones internacionales en 1 ocasión sin pena ni gloria.

## Palmarés
- Super Liga de Malaui: 2

2007, 2011

## Participación en competiciones de la CAF
| Temporada | Torneo                      | Ronda      | Club            | Casa  | Visita | Global |
| --------- | --------------------------- | ---------- | --------------- | ----- | ------ | ------ |
| 2007      | Liga de Campeones de la CAF | Preliminar | Saint-George SA | w.o.1 | w.o.1  | w.o.1  |

1- ESCOM United abandonó el torneo.

## Jugadores

### Jugadores destacados
- Peter Wadabwa
- Richmond Faaiuaso
- Love Cabungula